# Stazione di Aversa
A Stazione di Aversa egy vasútállomás Olaszországban, Aversa településen.

## Vasútvonalak
Az állomást az alábbi vasútvonalak érintik:
- Róma–Formia–Nápoly-vasútvonal
- Nápoly–Foggia-vasútvonal

## Kapcsolódó állomások
A vasútállomáshoz az alábbi állomások vannak a legközelebb:
- Stazione di Gricignano
- Stazione di Sant'Antimo-Sant'Arpino
- Stazione di San Marcellino-Frignano